# دهستان گل‌بی‌بی
گل بی‌بی، دهستانی است از توابع بخش مرزداران شهرستان سرخس در استان خراسان رضوی.
جمعیت این دهستان بر اساس سرشماری سال ۱۳۸۵ جمعیت آن (۱٬۵۳۶ خانوار) ۶٬۲۷۸ نفر 
است.

## جُستارهای وابسته
- فهرست دهستان‌های ایران

## منبع
1. ↑  «نتایج سرشماری ایران در سال ۱۳۸۵». درگاه ملی آمار. بایگانی‌شده از روی نسخه اصلی در ۲۱ آبان ۱۳۹۲.